# Gasthuisbrug (Delft)
De Gasthuisbrug is een boogbrug in het centrum van de stad Delft, in de Nederlandse provincie Zuid-Holland. De brug is een rijksmonument en stamt uit het jaar 1575 en hij overbrugt de Brabantse Turfmarkt.
In 1252 werd vanuit het klooster Koningsveld het Gasthuis gesticht ten noordoosten van de huidige brug. De brug, die zijn naam aan dit gasthuis ontleent, werd al in 1268 genoemd in een charter waarin Floris V de stadsrechten bevestigde en uitbreidde. De boogbrug werd in 1575 vernieuwd (volgens de sluitsteen met dat jaartal) en in 1929 vernieuwd en verbreed in beton met een bedekking van metselwerk.